# خوان باوتيستا ساتشتي
خوان باوتيستا ساتشتي ‏ (17 مارس 1690 في تورينو - 3 ديسمبر 1764 في روما) مهندس معماري .